# Piezas de ajedrez mágicas

Representación de los movimientos de una rosa

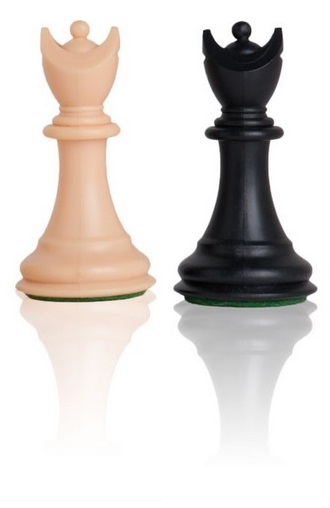
Arzobispo: Mueve como alfil y como caballo. En algunas variantes recibe el nombre de princesa o unicornio

Una pieza de ajedrez mágica (dicho en forma abreviada como pieza mágica) o pieza no ortodoxa es una pieza de ajedrez que no se utiliza en el juego convencional, sino que es usada en algunas variantes del ajedrez y algunos problemas de ajedrez. Estas piezas suelen tener movimientos variados y posibles propiedades especiales.
Debido al carácter distribuido y no coordinado del ajedrez no ortodoxo en desarrollo, a menudo la misma pieza es mencionada con diferentes nombres o el mismo nombre se utiliza para piezas diferentes en distintos contextos (problemas de ajedrez, diversas variantes de ajedrez).

## Clasificación
Un especializado programa de computadora, WinChloe, reconoció más de 1200 piezas mágicas. La mayoría (pero no todas) de las habituales piezas mágicas de ajedrez caen en una de las tres categorías, aunque cabe señalar que algunas piezas son híbridos. Es fácil crear un nuevo tipo de pieza simplemente combinando el movimiento de dos o más piezas diferentes.

### Tipos de movimientos

#### Saltadoras
Un saltador es una pieza que se mueve directamente a una casilla a una distancia fija. Un saltador captura ocupando la casilla en la que se encuentra una pieza enemiga. El movimiento del saltador no puede bloquearse, ya que "salta" sobre cualquier pieza intermedia, por lo que el jaque de un saltador no puede ser parado interponiéndose. Los saltadores no pueden crear clavadas, pero son piezas bifurcadas efectivas. El movimiento de un saltador que no es ortogonal (es decir, horizontal o vertical) ni diagonal se dice que es hipogonal. Uno de los vectores coordinados "escaque inicial - escaque de llegada" debe tener un valor absoluto igual a m y el otro un valor absoluto igual a n. Una saltadora se mueve en la misma forma para capturar o no capturar, la unidad tomada está en el escaque de llegada. Por ejemplo, el caballo es la saltadora (1,2).
En shatranj, un precursor para el ajedrez, las piezas que más tarde se sustituyeron por el alfil y la dama también eran saltadoras: el elefante es una saltadorea de (2,2) (moviendo exactamente dos casillas en diagonal en cualquier dirección), y la alferza una saltadora (1,1) (moviendo exactamente un cuadrado en diagonal en cualquier dirección). El rey del ajedrez estándar combina los dos.
Algunas piezas se pueden describir como saltadoras combinadas, es decir, como piezas que tienen la capacidad de movimiento de múltiples saltadoras. El rey en el ajedrez ortodoxo, por lo que respecta a su movimiento sin tener en cuenta las restricciones, es un ejemplo de una combinación de una saltadora (1,1) y una saltadora (1,0).
Las saltadoras no son capaces de crear clavados, aunque a menudo son eficaces piezas tenedores. Otra propiedad es que el ataque de una saltadora no puede ser rechazado por interposición.
Todos los trebejos ortodoxos son corredores o saltadores, aunque la torre 'salta' cuando enroca.
Una saltadora combinada es llamada anfibia, si es que tiene largo alcance en el tablero con sus componentes. El anfibio más simple es la rana, una saltadora (1,1)-(0,3).
| mn                                                                               | 0               | 1           | 2            | 3               | 4          |
| -------------------------------------------------------------------------------- | --------------- | ----------- | ------------ | --------------- | ---------- |
| 0                                                                                | Cero (0)        | Wazir (W)   | Dabbaba (D)  | Threeleaper (H) | Fourleaper |
| 1                                                                                | Wazir (W)       | Ferz (F)    | Knight (N)   | Camel (C)       | Giraffe    |
| 2                                                                                | Dabbaba (D)     | Caballo (N) | Elefante (A) | Zebra (Z)       | Stag       |
| 3                                                                                | Trisaltador (H) | Camello (C) | Cebra (Z)    | Tripper (G)     | Antelope   |
| 4                                                                                | Fourleaper      | Jirafa      | Ciervo       | Antílope        | Commuter   |
| Los nombres de las piezas pueden variar; esta tabla usa los nombres mas comunes. |                 |             |              |                 |            |

#### Corredores
Un corredor es una pieza que puede moverse ilimitadamente en cualquier dirección, siempre y cuando no haya piezas por ese camino.
Hay tres corredores en el ajedrez otodoxo: la torre puede moverse ilimitado número de (1,0) celdas y es por tanto un (1,0) corredor, el alfil es un (1,1) corredor; y la dama es un (1,1) o (1,0) corredor. 

Una de las más populares piezas mágicas es el jinete nocturno, que puede moverse un ilimitado número de movimientos de caballo (eso es 2,1 escaques) en cualquier dirección (aunque, al igual que otros corredores, no puede cambiar de dirección a mitad de camino a través de su movimiento).
|       |       |       |       |    |       |    |       |    |  |
|       | a8    | b8    | c8    | d8 | e8 xx | f8 | g8    | h8 |  |
| a7    | b7    | c7    | d7    | e7 | f7    | g7 | h7    |    |  |
| a6    | b6    | c6    | d6 xx | e6 | f6    | g6 | h6    |    |  |
| a5    | b5    | c5    | d5    | e5 | f5    | g5 | h5 xx |    |  |
| a4 xx | b4    | c4 xx | d4    | e4 | f4 xx | g4 | h4    |    |  |
| a3    | b3    | c3    | d3 xx | e3 | f3    | g3 | h3    |    |  |
| a2    | b2 nl | c2    | d2    | e2 | f2    | g2 | h2    |    |  |
| a1    | b1    | c1    | d1 xx | e1 | f1    | g1 | h1    |    |  |
|       |       |       |       |    |       |    |       |    |  |

Los deslizadores son un caso especial digno de mención de los corredores que solo pueden moverse entre celdas contiguas geométricamente. Todos los corredores en el ajedrez ortodoxo son ejemplos de los deslizadores.
Los nombres de los jinetes a menudo se obtienen tomando el nombre de un saltador que se mueve de una manera similar y añadiendo el sufijo corredor (rider en inglés). Por ejemplo, la cebra es un saltador (3,2), y el cebra-corredor es un corredor (3,2).
Los corredores puede crear tanto clavados y pinchos.

#### Langostas
Se llama "langosta" a cualquier pieza que captura por un salto largo a su víctima (como en las damas). A veces se la considera un tipo de brincadora.

#### Pieza marina
Una pieza marina es la combinación de un corredor (para movimientos ordinarios) y una langosta (para capturas) en las mismas direcciones. Los nombres de las piezas marinas aluden al mar y a sus mitos (p. ej., nereida (alfil marino), tritón (torre marina), sirena (reina marina), o Poseidón (rey marino)).

#### Brincadoras
Una brincadora es una pieza que se mueve al saltar sobre otra pieza (llamada obstáculo). El obstáculo por lo general puede ser cualquier pieza de cualquier color. A menos que pueda saltar sobre otra pieza, no puede moverse. Hay que tener en cuenta que en general las brincadoras capturan tomando la pieza en el escaque de destino, no tomando el obstáculo (como es el caso de las damas). Una excepción es la langosta.
No hay brincadoras en el ajedrez ortodoxo, aunque en el janggi el cañón es de hecho una brincadora mientras que en el xiangqi el cañón captura como una brincadora. Cuando no captura, se trata de un corredor que no puede capturar (las llamadas piezas chinas (véase más adelante) comparten esta característica).
La brincadora más popular en el ajedrez mágico es el saltamontes, que se mueve en el mismo sentido que una reina ortodoxa, excepto cuando debe saltar sobre más de una pieza y aterrizar en el escaque inmediatamente siguiente a ella.

### Por juego
A menudo, algunas clases de piezas proceden de un cierto juego; estas tienen un conjunto común de características.
Xiangqi
A menudo, algunas clases de piezas proceden de un cierto juego; estas tienen un conjunto común de características.
Las piezas chinas son piezas derivadas del juego Xiangqi, el ajedrez chino. Las más comunes son el leo, el pao y el vao (derivaciones del cañón chino) y el mao (derivado del caballo). Esta forma derivada del cañón se distingue porque cuando captura se mueve como una saltadora, pero en otros movimientos se mueve como un corredor. Las piezas chinas más comúnmente encontradas son el moa, el nao y el rao.

#### Shōgi
El shōgi, popularmente conocido como ajedrez japonés. Tiene entre sus piezas más interesantes al general de oro (una casilla en vertical, horizontal o diagonalmente adelante, no puede desplazarse diagonalmente hacia atrás y no se corona) y general de plata (una casilla en diagonal, o bien vertical adelante, es decir, cinco movimientos posibles).

#### Ajedrez de Tamerlán
El ajedrez de Tamerlán, que proviene del shatranj, se desarrolló en el Imperio Persa durante el reinado de Tamerlán (1336-1405). Como el ajedrez de Tamerlán es una variante más grande que el shatranj, también se le llama shatranj kamil (ajedrez perfecto) o shatranj al-kabir (ajedrez grande). Contiene entre otras piezas interesantes la jirafa (mueve un escaque diagonalmente y luego un mínimo de tres escaques horizontalmente o verticalmente), el espía (mueve como un alfil en el ajedrez tradicional, pero debe mover un mínimo de 2 escaques), el elefante (Mueve dos escaques en diagonal siempre que no haya una pieza en el medio), el camello (mueve dos en diagonal y dos en línea recta siempre que no haya una pieza interpuesta) y la máquina de guerra (Mueve dos en horizontal o vertical, cuando no hay piezas que obstruyan).

#### Janggi
El ajedrez coreano o janggi. El tablero no está compuesto por casillas sino por líneas (10 líneas de largo y 9 líneas de ancho). Tiene piezas como el elefante y el cañón.

#### Ajedrez gótico
El ajedrez gótico es una variante del ajedrez, derivada del ajedrez de Capablanca, creada por Ed Trice. Contiene las piezas del Mariscal (se mueve indistintamente como torre y caballo) y el Cardenal (se mueve indistintamente como alfil y caballo).

#### Ajedrez del Mago
El ajedrez del mago es una variante del ajedrez que desarrolla una nueva pieza mágica llamada el mago que no tiene movimiento propio, sino de relevo y que contiene numerosas cualidades como jugadas especiales, incluyendo la posibilidad de reemplazar piezas en juego por piezas mágicas.

#### Ajedrez dragón
Ajedrez dragón utiliza tres tableros de 8×12 uno encima del otro, con nuevos tipos de piezas inspiradas en el juego de rol Dungeons & Dragons.

#### Ajedrez Omega
Ajedrez Omega es una variante de ajedrez comercial diseñada por Daniel MacDonald en Toronto. Introduce las piezas Campeón (esta pieza salta 2 casillas en cualquier dirección, o se desliza una ortogonalmente) y el Hechicero (Salta (1,3) o (3,1) casillas en cualquier dirección, o se desliza una diagonalmente).
Son muchas las variantes que introducen una o varias piezas mágicas. Aunque no cualquier variante lo hace, puesto que hay variantes que utilizan las piezas ortodoxas cambiando otros elementos como el tablero, la cantidad de piezas, los turnos o las reglas del juego, sin afectar el movimiento de las piezas.

### Por atributos especiales

#### Piezas reales
Una pieza real es una que no puede ser capturada. Si una pieza real se ve amenazada de captura y no puede evitar la captura en el siguiente movimiento, entonces el juego se pierde (lo que supone un jaque mate). En el ajedrez ortodoxo, cada lado tiene una pieza real, el rey. En el ajedrez mágico, cualquier pieza, ortodoxa o mágica, puede ser designada real, puede haber más de una pieza real, o puede que no exista ninguna (en cuyo caso el objetivo del juego debe ser algo distinto que hacer jaque mate, como la captura de todas las piezas del oponente).

#### Piezas coronadas
Son cualquier pieza que, además de sus atribuciones normales, puede mover como un rey. Por ejemplo, el centauro es un caballo coronado.

#### Piezas caballo
Es cualquier pieza que, en adición a sus movimientos normales, puede mover como un caballo. Por ejemplo, la amazona es una reina caballo.

#### Pieza kamikaze
La pieza con este atributo desaparece al realizar una captura, junto con su cautiva.

#### Piezas nocturnas
Son piezas combinadas con el jinete nocturno. Esta pieza mueve como un caballo con movimientos ilimitados permitidos pero en una misma dirección.

#### Piezas dobles
Realizan dos movimientos de su tipo especificado en una sola vez, capturando solo en el segundo movimiento, normalmente se permiten interrupciones. Doble Caballo se ha usado bastante, pero bajo diferentes reglas. Otro que se conoce bastante es el saltamontes.

#### Pieza de flecha
Cualquier pieza que al verificar también protege las dos celdas en el campo del rey a la izquierda y derecha de la línea de verificación; por lo tanto, la torre de flecha, el alfil de flecha, la reina de flecha, el caballero de flecha, el peón de flecha, etc. El alfil de flecha fue el primero en aparecer.

#### Pieza de Circe
Pieza que cuando se captura, se reemplaza en su casilla de inicio si está vacante; pero si la plaza de la casa está ocupada, la captura es normal. En los problemas de ajedrez, dado que el cuadrado de inicio generalmente no puede determinarse a partir de la posición dada, la pieza se devuelve al cuadrado de inicio del mismo color que el cuadrado de captura; un peón circe se devuelve al cuadro de salida en la línea de captura.

#### Piezas dirigidas
Cualquiera que pueda moverse en ciertas direcciones pero no en el reverso de esas direcciones. Como por ejemplo el peón.

#### Piezas de cilindro
Cualquiera que pueda moverse como si el tablero fuese un cilindro, saliendo del campo por el borde final del tablero pero volviendo a entrar por el lado opuesto. Aunque no todas las piezas del tablero puedan hacerlo como él.

#### Piezas regulares
Pieza cuyas potencias de movimiento son fijas, homogéneas e isotrópicas, como se define a continuación. Las únicas piezas irregulares en el ajedrez ortodoxo (ignorando el enroque) son los peones.
Se entiende que:
- Fijo, quiere decir, independiente del tiempo.
- Homogéneo, quiere decir, independiente de la posición en el tablero: el mismo conjunto de patrones de movimiento están disponibles para él donde sea que esté en el tablero, excepto cuando no hay celdas disponibles porque el borde del tablero interviene o porque los pasos están bloqueados o los escaques no están desprovistos de obstáculos.
- Isotrópico, quiere decir, no direccional, capaz de realizar un movimiento dado en cualquiera de sus posibles direcciones.[3]

#### Piezas espaciales
Piezas que pueden moverse en una tabla "tridimensional", y cuyos movimientos (distintos de los peones) son iguales en todos los planos (esta condición distingue las piezas espaciales de las piezas ortodoxas). Cualquier movimiento 2D se puede realizar en el espacio 3D en cada uno de los tres planos de coordenadas que pasan por la celda inicialmente ocupada por la pieza en movimiento; de esta manera, cada pieza 2D define una pieza espacial correspondiente; así, la torre espacial hace que (0,0, n) se mueva en 6 direcciones posibles (arriba, abajo, izquierda derecha, adelante, atrás); el alfil espacial hace (0, n, n) movimientos en 12 direcciones y el caballo espacial hace (0,1,2) movimientos en 24 direcciones. 
Las piezas más simples con las tres coordenadas distintas de cero es el Duende, que es un (1,1,1) -mover a través de las esquinas de las celdas cúbicas, y el unicornio que es un (n, n, n) -rider; Se necesitan cuatro unicornios para patrullar todo el espacio. 
El rey 2D se puede definir como un wazir + fers o como una pieza que se mueve a cualquier celda adyacente; en 3D estas dos definiciones no son equivalentes, llamamos al primer tipo un rey espacial y al otro tipo, que adicionalmente tiene el movimiento del duende, un rey cúbico, ya que se mueve a todas las celdas del 3 por 3 por 3. 3 cubos en los que está centrado; de manera similar tenemos una reina espacial (R + B) y una reina cúbica (R + B + U).
Los peones en el espacio de ajedrez pueden tomar varias formas diferentes.

#### Piezas bifurcantes
Piezas que pueden elegir entre varios caminos alternativos mientras realizan su movimiento, como el águila, el alce, y el gorrión.

## Notaciones

### Notación de movimientos de Parlett
En su libro The Oxford History of Board Games David Parlett usa una notación para describir los movimientos de las piezas mágicas. El movimiento es especificado por una expresión de la forma m={expresión}, donde m significa "movimiento", y la expresión se compone por los siguientes elementos:
- Distancia (números, n)

- 1 - una distancia de uno (p.e. al escaque adyacente)
- 2 - una distancia de dos
- n - cualquier distancia en cualquier dirección

- Dirección (puntuación, X)

- * - ortogonal o diagonal (todas las ocho direcciones posibles)
- + - ortogonalmente (cuatro direcciones posibles)
- > - ortogonalmente adelante
- < - ortogonalmente hacia atrás
- <> - ortogonalmente atrás y adelante
- = - ortogonalmente de lado (se usa aquí en lugar del símbolo de división de Parlett)
- >= - ortogonalmente adelante o hacia los costados
- <= - ortogonalmente atrás o hacia los costados
- X - diagonalmente (cuatro direcciones posibles)
- X> - diagonalmente adelante
- X< - diagonalmente hacia atrás

- En grupo

- / - dos movimientos ortogonales separados por una barra denotando un movimiento hipogonal (p. e.j., saltando como los caballos)
- & - movimiento repetido en la misma dirección, para los corredores hipogonales (p. e.j., el jinete oscuro)
- . - hace un movimiento primero y después hace otro

#### Adiciones a la notación de Parlett
Las siguientes fueron agregadas a la notación de Parlett para volverla más completa:
- Condiciones en las que el movimiento es posible (minúsculas alfanuméricas, excepto n)

- (por defecto) - puede ocurrir en cualquier punto en el juego
- i - solo puede ocurrir en el primer movimiento (p. ej., el peón mueve dos adelante)
- c - solo puede ocurrir en una captura (p. ej., el peón captura en diagonal)
- o - no puede ser usado en una captura (p. ej., un movimiento adelante del peón)

- Tipo de movimiento

- (por defecto) - Captura aterrizando sobre una pieza, es bloqueada por piezas intermedias
- ~ - saltadora
- ^ - langosta

- Por grupo (puntuación)

- , - separa opciones de movimiento; solo una de las opciones delimitadas por la coma puede ser elegida por jugada
- () - operador en grupo; ver jinete nocturno
- - - operador de rango

El formato (sin incluir por grupo) es: <condiciones> <tipo de movimiento> <distancia> <dirección> <otras>
En esta base, los movimientos de algunos piezas de ajedrez son:

##### Ajedrez tradicional
- Rey: 1*
- Dama: n*
- Alfil: nX
- Torre: n+
- Peón: o1>, c1X>, oi2>
- Caballo: ~1/2

##### Fusiones famosas
- Canciller: n+, ~1/2
- Arzobispo: nX, ~1/2
- Amazona: n*, ~1/2
- Centauro: 1*, ~1/2
- Almirante: 1X, n+
- Misionero: 1+, nX

##### Piezas famosas
- Jinete nocturno: n(1/2)
- Camello: ~1/3
- Cebra: ~2/3
- Saltamontes: n^*
- Campeón: ~0/2, ~2/2, 1+
- Hechicero: 1X, ~1/3

##### Históricas
- Elefante: ~2/2
- Alferza: 1X
- Vao: n^X
- Cañón: n^+
- Leo: n^*
- Wazir: 1+
- Dabbaba: ~0/2

##### Otras
- Duque: 1+UnX
- Caballero: 1XUn+
- Jirafa: ~1/4
- Capricornio: n+

### "Notación divertida" de Ralph Betza
Ralph Betza creó una clasificación para piezas de ajedrez mágicas (incluyendo las piezas del ajedrez estándar) en términos de los movimientos de las piezas básicas con modificaciones.
Por ejemplo, la torre del ajedrez ortodoxo, que puede ser descrita como un wazir-corredor, puede ser notada como WW. El alfil del ajedrez ortodoxo puede ser notado como una alferza-corredora, o FF.  Finalmente, un peón del ajedrez ortodoxo puede ser notado maWcaF (o caFmaW), lo que significa que es una pieza que se mueve adelante como un wazir, y captura adelante como una alferza (y no tiene otros movimientos). Esto deja a un lado el doble movimiento inicial, captura al paso y promoción.

## Ejemplos notables
| Nombre                         | Notación de Parlett              | Usada en                         | Notas |  |
| ------------------------------ | -------------------------------- | -------------------------------- | --- |  |
| Aguila                         |                                  |                                  | Pieza saltadora igual que el saltamontes pero aterriza a la casilla izquierda o derecha del obstáculo y no detrás de él. |  |
| Alferza                        | 1X, ~c3*                         | Shatranj                         | Mueve un escaque en cualquier dirección diagonal. |  |
| Alce                           |                                  |                                  | Pieza saltadora igual al saltamontes, pero después del obstáculo se desvia 45° la casilla destino onde debe aterrizar(o sea, las dos al lado de la casilla justamente después el obstáculo). |  |
| Alfil                          | nX                               | Ajedrez ortodoxo                 | |  |
| Alfil                          | ~2X                              | Shatranj                         | |  |
| Almirante                      | 1X, n+                           |                                  | Combina los poderes del Rey y la Torre. |  |
| Amazona                        | n*, ~1/2                         |                                  | Combina los poderes de la dama y el caballo. También llamada según la variante Superdama, Emperatriz,Terror,Reina Omnipotente. Nótese, que en la variante Knightmare Chess, una amazona es una dama que se mueve como alfil o caballo. |  |
| Antílope                       | ~3,4, saltadora                  |                                  | PIeza saltadora 3,4. |  |
| Ardilla                        | ~0/2, ~1/2, ~2/2                 | Problemas de ajedrez mágico      | Salta a cualquier escaque a una distancia de 2. Se descubrió independientemente varias veces y también es conocida como Centurión o Castillo. |  |
| Arzobispo                      | nX, ~1/2                         | Ajedrez de Capablanca            | |  |
| Asesino                        |                                  | Ajedrez furtivo                  | |  |
| Banshee                        |                                  |                                  | Combina el movimiento y captura del alfil y el jinete nocturno. |  |
| Balloon                        |                                  | Ajedrez tetradimensional         | Una pieza similar al alfil usada en el ajedrez cuatridimensional, o sea cambia todas las coordenadas cuando mueve. |  |
| Caballo                        | ~1/2                             | ajedrez ortodoxo                 | |  |
| Camello                        | ~1/3                             |                                  | Mueve 4 en horizontal y 1 en vertical o 4 en vertical y 1 en horizontal |  |
| Canciller                      | n+, ~1/2                         | Ajedrez de Capablanca            | |  |
| Campeon                        | 1+, ~0/2, ~2/2                   | Ajedrez Omega                    | Salta dos casillas en cualquier dirección o una ortogonalmente. |  |
| Cañón                          |                                  |                                  | Ver "pao" |  |
| Cardenal                       | nX, ~1/2                         |                                  | Combina los movimientos del alfil y el caballo. También llamado Princesa, Arzobispo o Janus. |  |
| Cebra                          | ~2/3                             |                                  | Mueve 4 en horizontal y 2 en vertical o 4 en vertical y 2 en horizontal : ) |  |
| Centauro'                      | 1*, ~1/2                         |                                  | Combina los movimientos del Rey y el Caballo. |  |
| Checker                        | cn(^2X>), o1X> Rey: cn(^2X), o1X |                                  | Múltiples capturas en un turno, o puede mover un escaque en diagonal sin captura, pero no puede moverse atrás luego de haber llegado hasta el final del tablero. (proveniente de las Damas) |  |
| Chopper                        |                                  |                                  | Ver "Saltamontes de Andernach" |  |
| Coronel                        | n>, n=, 2/1> 1*                  | Ajedrez con diferentes ejércitos | Mueve adelante o a los costados como torre, hace los movimientos delanteros de un caballo, o se mueve como un rey. |  |
| Cuervo                         |                                  |                                  | Combina la torre con jinete nocturno. |  |
| Dabbaba                        | ~2+                              | Ajedrez de Tamerlán              | Antigua pieza histórica, también conocida como máquina de guerra o de asalto. |  |
| Diplomático                    |                                  | Ajedrez diplomático              | Se mueve una casilla en cualquier dirección, pero solo a casillas desocupadas ya que no puede capturar. En vez de eso, puede sobornar a piezas enemigas en casillas adyacentes, haciendo que cambien de bando y se pasen al suyo. |  |
| Dragon                         | n+, n(1/2)                       |                                  | Combina los poderes del jinete nocturno y la torre. |  |
| Elefante                       | 2X                               | Xiangqi (Chino)                  | Una saltadora (2,2), pero no puede saltar sobre una pieza intermedia, como el ma. En el ajedrez chino, el elefante es restringido a su mitad del tablero. |  |
| Emperatriz                     | n+, ~1/2                         |                                  | Combina los poderes de la torre y el caballo. También llamado Canciller o Mariscal. |  |
| Esclavo                        | o1X>, c1>, io2X>                 |                                  | Mueve un escaque en diagonal hacia delante (excepto en su primer movimiento, cuando puede mover dos), pero captura moviendo un escaque hacia delante. Se le conoce como Peón de Berolina o Peón Berlinés. Comparar con el peón. |  |
| Espía                          | 2>, 2=, (1/1)>                   | Ajedrez Imperio                  | Puede mover dos espacios adelante o de lado, o puede mover como caballo uno hacia delante y desde ahí horizontalmente o viceversa. Puede saltar sobre piezas y puede mover solo dos escaques; así, está "atrapado" en su color de escaque como un alfil. |  |
| Escorpión                      |                                  |                                  | mueve como Rey o como Saltamontes |  |
| Gorgona                        | n*                               |                                  | mueve como Dama pero tiene un efecto inmovilizante sobre las piezas que la circundan. A excepción del Rey |  |
| Gorrión                        |                                  | ]                                | mueve como saltamontes pero girando 135 ° sobre el obstáculo para aterrizar en una de las dos celdas; Sus dos movimientos posibles hacen una forma de flecha. |  |
| Grifo                          | 1Xn+                             |                                  | Puede moverse un escaque en diagonal, seguido de un movimiento ortogonal de cualquier cantidad de escaques, también puede solo moverse un escaque en diagonal. No puede saltar sobre otras piezas, y el camino que sigue tiene que comenzar con el movimiento diagonal y no debe estar obstruido. Es una pieza histórica perteneciente al Grande Acedrex. |  |
| Hechicero                      | 1X, ~1/3                         | Ajedrez Omega                    | mueve como alferza o como camello |  |
| Hipogrifo                      | 1X3+                             |                                  | Puede moverse un escaque en diagonal, seguido de un movimiento ortogonal de 3 escaques, también puede solo moverse un escaque en diagonal. No puede saltar sobre otras piezas, y el camino que sigue tiene que comenzar con el movimiento diagonal y no debe estar obstruido. Es una versión limitada del grifo. |  |
| Janus                          |                                  | Ajedrez Janus                    | Ver "Cardenal" |  |
| Jinete nocturno (Nightrider)   | n(1/2)                           |                                  | Un corredor que mueve cualquier número de celdas con movimientos de caballo en la misma dirección. Un Jinete nocturno en b2 en un tablero vacío, por lo tanto, puede mover a a4, c4, d6, e8, d3, f4, h5 y d1. Un peón de color opuesto en d6 puede ser capturado, pero el jinete nocturno no puede moverse más allá en esa dirección (p.ej. no puede mover a e8). Un peón en b3, por ejemplo, no tiene efecto. En los diagramas, el jinete nocturno es usualmente representado por un caballo invertido. Una de las más populares piezas mágicas. Ver diagrama abajo. |  |
| Jirafa                         | ~1/4                             |                                  | Mueve 5 en horizontal y 2 en vertical o 5 en vertical y 2 en horizontal |  |
| Khohn                          | 1X, 1>                           | Makruk                           | Mueve un escaque en cualquier dirección diagonal o uno hacia delante. Tiene el mismo movimiento que el general plateado en Shōgi. |  |
| Kraken                         | ~n/m                             |                                  | Salta a cualquier escaque del tablero, incluyendo en el que está actualmente (saltando al escaque actual tiene el efecto de un movimiento de paso). Comparar con el saltador universal. |  |
| Leeloo                         |                                  | Ajedrez Quintaescencia           | Combina los poderes de una Quintaescencia y una torre. |  |
| Leo                            | on*, c^&                         | Chino                            | Combina los poderes del pao y el vao; mueve como una dama cuando no captura (esto es, un corredor (1,0) o (1,1)), pero captura saltando una pieza intermedia y tomando la pieza de su escaque de destino (la pieza capturada puede estar a cualquier distancia de la pieza saltada). |  |
| León                           | ~n*                              |                                  | Un saltador que mueve en las mismas líneas que una dama y puede terminar a cualquier distancia del obstáculo. |  |
| León de Murray                 | ~0/2, ~2/2, ~1/2, c1*            |                                  | Puede mover o capturar como Caballo, Elefante o Dabbaba, y capturar solo como rey. Esta pieza proviene de una malinterpretación del movimiento del León del Chu Shogi pero se volvió popular en los problemas de ajedrez mágicos y en las variantes del ajedrez. Fue nombrada por el historiador Harold James Ruthven Murray quien la creó. |  |
| Maharaja                       |                                  |                                  | Una amazona real que es la única pieza en su lado. |  |
| Mao                            |                                  | Chino                            | Mueve como un caballo pero no salta. Su primer movimiento es un escaque ortogonalmente en cualquier dirección y luego uno en diagonal en la misma dirección general. El escaque de su primer movimiento ortogonal debe estar vacío. Por ejemplo, si un mao blanco está en b2 y hay un peón en b3, el mao no puede mover ni a a4 o c4; si el peón está en c3, sin embargo, puede mover a esos escaques (porque la primera parte del movimiento es ortogonal, no diagonal).                                                                                             |  |
| Mantícora                      | 1+nx                             |                                  | Puede moverse un escaque en ortogonal, seguido de un movimiento diagonal de cualquier cantidad de escaques, también puede solo moverse un escaque en ortogonal. No puede saltar sobre otras piezas, y el camino que sigue tiene que comenzar con el movimiento ortogonal y no debe estar obstruido. |  |
| Mariscal                       |                                  |                                  | Ver "Emperatriz". |  |
| Misionero                      | 1+, nx                           |                                  | Combina los movimientos del Rey y el Alfil. |  |
| Moa                            |                                  | Chino                            | Como el mao, pero el primer movimiento es diagonal, no ortogonal. |  |
| Nao                            | n(^2/1)                          | Chino                            | Un jinete nocturo chino, mueve normalmente como uno de estos (o sea, un corredor (2,1)) cuando no captura, pero captura saltando sobre otra pieza y capturando la pieza en el escaque de destino del nao (la pieza capturada puede estar a cualquier distancia más allá del obstáculo). |  |
| Pao                            | n^+                              | Chino                            | Mueve como una torre cuando no captura (o sea, un corredor (1,0)), pero captura saltando sobre otra pieza y toma a la pieza en el escaque de destino del pao (la pieza capturada puede estar a cualquier distancia más allá del obstáculo). Encontrada en xiangqi (es conocida en occidente como cañón). |  |
| Peón                           | o1>, c1X>, io2>                  | Ajedrez ortodoxo                 | Mueve un escaque hacia delante (excepto en su primer movimiento, cuando puede mover dos escaques), pero captura un escaque hacia delante diagonalmente. Comparar con el Peón de Berolina. |  |
| Pentere                        |                                  | Ajedrez Quinquereme              | Combina los poderes de una Reina y una Quintaesencia |  |
| Princesa                       |                                  |                                  | Ver "Cardenal" |  |
| Quintaesencia                  |                                  |                                  | Un Jinete nocturno que se mueve 90° en un zig-zag en cada movimiento. Fue descripta por primera vez en 2002 por Jörg Knappen y encontrada en varias variantes del ajedrez. |  |
| Rao                            |                                  | Chino                            | Una ‘’Rosa’’ china, mueve como una rosa normal cuando no captura, pero captura saltando sobre otra pieza y tomando la pieza en el escaque de destino del rao. La pieza capturada puede estar a cualquier distancia más allá del obstáculo. |  |
| Reina                          | n*                               | Ajedrez ortodoxo                 | Combina los poderes del alfil y la torre. |  |
| RennCavalier                   |                                  | Renniasance Chess                | Mueve en el mismo movimiento un escaque diagonalmente y cualquier número de escaques otogonalmente o cualquier número de escaques otogonalmente y uno diagonalmente. Tiene dos caminos hacia el mismo escaque objetivo y debe hacer al menos un movimiento de caballo bloqueable. Es llamado Caballero (‘’Cavalier’’) en RennChess, pero el mismo nombre es usado para otras piezas. Renniasance Chess fue inventado en 1980 por Eric V. Greenwood. |  |
| RennDuke                       |                                  | Renniasance Chess                | Mueve en el mismo movimiento un escaque ortogonalmente y entonces cualquier número de escaques diagonalmente o cualquier número de escaques diagonalmente y entonces uno ortogonalmente. Tiene dos caminos hacia el mismo escaque objetivo y debe hacer al menos un movimiento de caballo bloqueable. Es llamado Duque en RennChess, pero el mismo nombre es usado para otras piezas. |  |
| Rey                            | 1*                               | Ajedrez ortodoxo                 | Mueve un escaque en cualquier dirección. Es real en el ajedrez ortodoxo. Una pieza no real que se mueve así es llamada a veces hombre. |  |
| Rosa                           |                                  |                                  | Mueve como un Jinete nocturno, excepto que en vez de moverse en línea recta debe moverse en líneas pseudo-circulares. Una rosa en e1 en un tablero vacío, puede mover a c2, b4, c6, e7, g6, h4 and g2; también a c2 y a1; o d3 y b4; o d3, e5 y g6; o f3, e5, c6 y a5; o f3 y h4. Como el jinete nocturno, una pieza opuesta en esos escaques puede ser capturada, pero la rosa no puede seguir moviéndose. Ver diagrama abajo. |  |
| Saltador universal             |                                  |                                  | Salta a cualquier escaque del tablero aparte del que está. Comparar con el "kraken". |  |
| Saltamontes                    |                                  |                                  | Un saltador que se mueve en las líneas de una dama pero que aterriza en el escaque inmediatamente siguiente a la pieza saltada. Una de las más populares piezas mágicas. En los diagramas, el saltamontes es usualmente representado por una reina invertida. |  |
| Saltamones de Andernach        |                                  | Ajedrez de Andernach             | Un saltamontes que cambia el color de la pieza sobre la que salta. También conocido como chopper. |  |
| Superpeón                      | on>, cnX>                        | Problemas de ajedrez mágico      | Mueve sin capturar cualquier número de escaques hacia delante, captura diagonalmente hacia delante como alfil. Promueve en la 8.ª fila. No puede capturar al paso ni ser capturado al paso. Puede ser colocado en la primera fila. Fue inventado por Werner Speckmann en 1967. |  |
| Superreina                     |                                  |                                  | Ver "Amazona" |  |
| Tonto                          | ~ 0/0                            |                                  | Una pieza que no tiene movimientos. Puede ser capturada, gana temporalmente la habilidad de moverse por relevo, o empujar o jalar alrededor de otras piezas si ellas empujan o jalan piezas en el tablero. Es diferente del zero. |  |
| Torre                          | n+                               | Ajedrez ortodoxo                 | Mueve cualquier cantidad de escaques en dirección ortogonal |  |
| Torre de Quang trung           |                                  |                                  | Mueve como torre pero cuando captura debe moverse un escaque lejos de la pieza capturada en la misma dirección. |  |
| Unicornio                      |                                  | Raumschach y otros               | Este nombre normalmente es usado para una pieza que combina el alfil y el caballo (También se le conoce como Arzobispo o princesa). En Raumschach es un corredor triagonal, mueve a través de los vértices de los cubos. Ver diagrama abajo. |  |
| Unicornio de ajedrez unicornio | nX, n(1/2)                       | Ajedrez Unicornio                | Combina los poderes del alfil y el jinete nocturno |  |
| Vao                            | n^X                              | Chino                            | Mueve como alfil cuando no captura (o sea, un corredor (1,1)), pero captura saltando otra pieza y tomando la pieza en el escaque de destino del vao (la pieza capturada puede estar cualquier número de escaques más allá del obstáculo). |  |
| Verdugo                        | n*, n(1/2)                       |                                  | Combina los poderes de la dama y el jinete nocturno. |  |
| Visir                          | 1+                               |                                  | Mueve un escaque ortogonalmente en cualquier dirección. |  |
| Zero                           | ~0/0                             |                                  | Una pieza que puede hacer un movimiento cero, por ej. saltando y aterrizando en su escaque de inicio sin ningún efecto. Esto le da al jugador la opción de pasar una jugada. A veces se la usa como componente de piezas más complejas. |  |
| Zurafa                         |                                  | Ajedrez de Tamerlán              | Comienza con un salto (1,4) (como la moderna jirafa) y puede continuar moviendo en la misma dirección como una torre. |  |

|       |       |       |       |    |       |    |       |    |  |
|       | a8    | b8    | c8    | d8 | e8 xx | f8 | g8    | h8 |  |
| a7    | b7    | c7    | d7    | e7 | f7    | g7 | h7    |    |  |
| a6    | b6    | c6    | d6 xx | e6 | f6    | g6 | h6    |    |  |
| a5    | b5    | c5    | d5    | e5 | f5    | g5 | h5 xx |    |  |
| a4 xx | b4    | c4 xx | d4    | e4 | f4 xx | g4 | h4    |    |  |
| a3    | b3    | c3    | d3 xx | e3 | f3    | g3 | h3    |    |  |
| a2    | b2 sl | c2    | d2    | e2 | f2    | g2 | h2    |    |  |
| a1    | b1    | c1    | d1 xx | e1 | f1    | g1 | h1    |    |  |
|       |       |       |       |    |       |    |       |    |  |

|     | |     |     |     |     |     |     |     |     |
|     | \| \| \| \| \| \| \| \| \| \| \| \| \| \| \| \| \| \| \| \| \| \| \| \| \| \| \| \| \| \| \| \| \| \| \| \| \| \| \| \| \| \| \| \| \| \| \| \| \| \| \| \| \| \| \| \| \| \| \| \| \| \| \| \| \| \| \| \| \| \| \| \| \| \| \| \| \| \| \| \| \| \| \| \| \| \| \| \| \| \| \| \| \| \| \| \| \| \| \| \| \| \| \| \| \| \| \| \| \| \| |     |     |     |     |     |     |     |     |
|     | |     |     |     |     |     |     |     |     |
| a10 | b10 | c10 | d10 | e10 | f10 | g10 | h10 | i10 | j10 |
| a9  | b9 | c9  | d9  | e9  | f9  | g9  | h9  | i9  | j9  |
| a8  | b8 | c8  | d8  | e8  | f8  | g8  | h8  | i8  | j8  |
| a7  | b7 | c7  | d7  | e7  | f7  | g7  | h7  | i7  | j7  |
| a6  | b6 | c6  | d6  | e6  | f6  | g6  | h6  | i6  | j6  |
| a5  | b5 | c5  | d5  | e5  | f5  | g5  | h5  | i5  | j5  |
| a4  | b4 | c4  | d4  | e4  | f4  | g4  | h4  | i4  | j4  |
| a3  | b3 | c3  | d3  | e3  | f3  | g3  | h3  | i3  | j3  |
| a2  | b2 | c2  | d2  | e2  | f2  | g2  | h2  | i2  | j2  |
| a1  | b1 | c1  | d1  | e1  | f1  | g1  | h1  | i1  | j1  |

| a10 | b10 | c10 | d10 | e10 | f10 | g10 | h10 | i10 | j10 |
| a9  | b9  | c9  | d9  | e9  | f9  | g9  | h9  | i9  | j9  |
| a8  | b8  | c8  | d8  | e8  | f8  | g8  | h8  | i8  | j8  |
| a7  | b7  | c7  | d7  | e7  | f7  | g7  | h7  | i7  | j7  |
| a6  | b6  | c6  | d6  | e6  | f6  | g6  | h6  | i6  | j6  |
| a5  | b5  | c5  | d5  | e5  | f5  | g5  | h5  | i5  | j5  |
| a4  | b4  | c4  | d4  | e4  | f4  | g4  | h4  | i4  | j4  |
| a3  | b3  | c3  | d3  | e3  | f3  | g3  | h3  | i3  | j3  |
| a2  | b2  | c2  | d2  | e2  | f2  | g2  | h2  | i2  | j2  |
| a1  | b1  | c1  | d1  | e1  | f1  | g1  | h1  | i1  | j1  |

|     | |     |     |     |     |     |     |     |     |
|     | \| \| \| \| \| \| \| \| \| \| \| \| \| \| \| \| \| \| \| \| \| \| \| \| \| \| \| \| \| \| \| \| \| \| \| \| \| \| \| \| \| \| \| \| \| \| \| \| \| \| \| \| \| \| \| \| \| \| \| \| \| \| \| \| \| \| \| \| \| \| \| \| \| \| \| \| \| \| \| \| \| \| \| \| \| \| \| \| \| \| \| \| \| \| \| \| \| \| \| \| \| \| \| \| \| \| \| \| \| \| |     |     |     |     |     |     |     |     |
|     | |     |     |     |     |     |     |     |     |
| a10 | b10 | c10 | d10 | e10 | f10 | g10 | h10 | i10 | j10 |
| a9  | b9 | c9  | d9  | e9  | f9  | g9  | h9  | i9  | j9  |
| a8  | b8 | c8  | d8  | e8  | f8  | g8  | h8  | i8  | j8  |
| a7  | b7 | c7  | d7  | e7  | f7  | g7  | h7  | i7  | j7  |
| a6  | b6 | c6  | d6  | e6  | f6  | g6  | h6  | i6  | j6  |
| a5  | b5 | c5  | d5  | e5  | f5  | g5  | h5  | i5  | j5  |
| a4  | b4 | c4  | d4  | e4  | f4  | g4  | h4  | i4  | j4  |
| a3  | b3 | c3  | d3  | e3  | f3  | g3  | h3  | i3  | j3  |
| a2  | b2 | c2  | d2  | e2  | f2  | g2  | h2  | i2  | j2  |
| a1  | b1 | c1  | d1  | e1  | f1  | g1  | h1  | i1  | j1  |

| a10 | b10 | c10 | d10 | e10 | f10 | g10 | h10 | i10 | j10 |
| a9  | b9  | c9  | d9  | e9  | f9  | g9  | h9  | i9  | j9  |
| a8  | b8  | c8  | d8  | e8  | f8  | g8  | h8  | i8  | j8  |
| a7  | b7  | c7  | d7  | e7  | f7  | g7  | h7  | i7  | j7  |
| a6  | b6  | c6  | d6  | e6  | f6  | g6  | h6  | i6  | j6  |
| a5  | b5  | c5  | d5  | e5  | f5  | g5  | h5  | i5  | j5  |
| a4  | b4  | c4  | d4  | e4  | f4  | g4  | h4  | i4  | j4  |
| a3  | b3  | c3  | d3  | e3  | f3  | g3  | h3  | i3  | j3  |
| a2  | b2  | c2  | d2  | e2  | f2  | g2  | h2  | i2  | j2  |
| a1  | b1  | c1  | d1  | e1  | f1  | g1  | h1  | i1  | j1  |

| Ea5 | Eb5 | Ec5 | Ed5 | Ee5 |
| Ea4 | Eb4 | Ec4 | Ed4 | Ee4 |
| Ea3 | Eb3 | Ec3 | Ed3 | Ee3 |
| Ea2 | Eb2 | Ec2 | Ed2 | Ee2 |
| Ea1 | Eb1 | Ec1 | Ed1 | Ee1 |

| Da5 | Db5 | Dc5 | Dd5 | De5 |
| Da4 | Db4 | Dc4 | Dd4 | De4 |
| Da3 | Db3 | Dc3 | Dd3 | De3 |
| Da2 | Db2 | Dc2 | Dd2 | De2 |
| Da1 | Db1 | Dc1 | Dd1 | De1 |

| Ca5 | Cb5 | Cc5 | Cd5 | Ce5 |
| Ca4 | Cb4 | Cc4 | Cd4 | Ce4 |
| Ca3 | Cb3 | Cc3 | Cd3 | Ce3 |
| Ca2 | Cb2 | Cc2 | Cd2 | Ce2 |
| Ca1 | Cb1 | Cc1 | Cd1 | Ce1 |

| Ba5 | Bb5 | Bc5 | Bd5 | Be5 |
| Ba4 | Bb4 | Bc4 | Bd4 | Be4 |
| Ba3 | Bb3 | Bc3 | Bd3 | Be3 |
| Ba2 | Bb2 | Bc2 | Bd2 | Be2 |
| Ba1 | Bb1 | Bc1 | Bd1 | Be1 |

| Aa5 | Ab5 | Ac5 | Ad5 | Ae5 |
| Aa4 | Ab4 | Ac4 | Ad4 | Ae4 |
| Aa3 | Ab3 | Ac3 | Ad3 | Ae3 |
| Aa2 | Ab2 | Ac2 | Ad2 | Ae2 |
| Aa1 | Ab1 | Ac1 | Ad1 | Ae1 |

| Ea5 | Eb5 | Ec5 | Ed5 | Ee5 |
| Ea4 | Eb4 | Ec4 | Ed4 | Ee4 |
| Ea3 | Eb3 | Ec3 | Ed3 | Ee3 |
| Ea2 | Eb2 | Ec2 | Ed2 | Ee2 |
| Ea1 | Eb1 | Ec1 | Ed1 | Ee1 |

| Da5 | Db5 | Dc5 | Dd5 | De5 |
| Da4 | Db4 | Dc4 | Dd4 | De4 |
| Da3 | Db3 | Dc3 | Dd3 | De3 |
| Da2 | Db2 | Dc2 | Dd2 | De2 |
| Da1 | Db1 | Dc1 | Dd1 | De1 |

| Ca5 | Cb5 | Cc5 | Cd5 | Ce5 |
| Ca4 | Cb4 | Cc4 | Cd4 | Ce4 |
| Ca3 | Cb3 | Cc3 | Cd3 | Ce3 |
| Ca2 | Cb2 | Cc2 | Cd2 | Ce2 |
| Ca1 | Cb1 | Cc1 | Cd1 | Ce1 |

| Ba5 | Bb5 | Bc5 | Bd5 | Be5 |
| Ba4 | Bb4 | Bc4 | Bd4 | Be4 |
| Ba3 | Bb3 | Bc3 | Bd3 | Be3 |
| Ba2 | Bb2 | Bc2 | Bd2 | Be2 |
| Ba1 | Bb1 | Bc1 | Bd1 | Be1 |

| Aa5 | Ab5 | Ac5 | Ad5 | Ae5 |
| Aa4 | Ab4 | Ac4 | Ad4 | Ae4 |
| Aa3 | Ab3 | Ac3 | Ad3 | Ae3 |
| Aa2 | Ab2 | Ac2 | Ad2 | Ae2 |
| Aa1 | Ab1 | Ac1 | Ad1 | Ae1 |

| Ea5 | Eb5 | Ec5 | Ed5 | Ee5 |
| Ea4 | Eb4 | Ec4 | Ed4 | Ee4 |
| Ea3 | Eb3 | Ec3 | Ed3 | Ee3 |
| Ea2 | Eb2 | Ec2 | Ed2 | Ee2 |
| Ea1 | Eb1 | Ec1 | Ed1 | Ee1 |

| Da5 | Db5 | Dc5 | Dd5 | De5 |
| Da4 | Db4 | Dc4 | Dd4 | De4 |
| Da3 | Db3 | Dc3 | Dd3 | De3 |
| Da2 | Db2 | Dc2 | Dd2 | De2 |
| Da1 | Db1 | Dc1 | Dd1 | De1 |

| Ca5 | Cb5 | Cc5 | Cd5 | Ce5 |
| Ca4 | Cb4 | Cc4 | Cd4 | Ce4 |
| Ca3 | Cb3 | Cc3 | Cd3 | Ce3 |
| Ca2 | Cb2 | Cc2 | Cd2 | Ce2 |
| Ca1 | Cb1 | Cc1 | Cd1 | Ce1 |

| Ba5 | Bb5 | Bc5 | Bd5 | Be5 |
| Ba4 | Bb4 | Bc4 | Bd4 | Be4 |
| Ba3 | Bb3 | Bc3 | Bd3 | Be3 |
| Ba2 | Bb2 | Bc2 | Bd2 | Be2 |
| Ba1 | Bb1 | Bc1 | Bd1 | Be1 |

| Aa5 | Ab5 | Ac5 | Ad5 | Ae5 |
| Aa4 | Ab4 | Ac4 | Ad4 | Ae4 |
| Aa3 | Ab3 | Ac3 | Ad3 | Ae3 |
| Aa2 | Ab2 | Ac2 | Ad2 | Ae2 |
| Aa1 | Ab1 | Ac1 | Ad1 | Ae1 |

| Ea5 | Eb5 | Ec5 | Ed5 | Ee5 |
| Ea4 | Eb4 | Ec4 | Ed4 | Ee4 |
| Ea3 | Eb3 | Ec3 | Ed3 | Ee3 |
| Ea2 | Eb2 | Ec2 | Ed2 | Ee2 |
| Ea1 | Eb1 | Ec1 | Ed1 | Ee1 |

| Da5 | Db5 | Dc5 | Dd5 | De5 |
| Da4 | Db4 | Dc4 | Dd4 | De4 |
| Da3 | Db3 | Dc3 | Dd3 | De3 |
| Da2 | Db2 | Dc2 | Dd2 | De2 |
| Da1 | Db1 | Dc1 | Dd1 | De1 |

| Ca5 | Cb5 | Cc5 | Cd5 | Ce5 |
| Ca4 | Cb4 | Cc4 | Cd4 | Ce4 |
| Ca3 | Cb3 | Cc3 | Cd3 | Ce3 |
| Ca2 | Cb2 | Cc2 | Cd2 | Ce2 |
| Ca1 | Cb1 | Cc1 | Cd1 | Ce1 |

| Ba5 | Bb5 | Bc5 | Bd5 | Be5 |
| Ba4 | Bb4 | Bc4 | Bd4 | Be4 |
| Ba3 | Bb3 | Bc3 | Bd3 | Be3 |
| Ba2 | Bb2 | Bc2 | Bd2 | Be2 |
| Ba1 | Bb1 | Bc1 | Bd1 | Be1 |

| Aa5 | Ab5 | Ac5 | Ad5 | Ae5 |
| Aa4 | Ab4 | Ac4 | Ad4 | Ae4 |
| Aa3 | Ab3 | Ac3 | Ad3 | Ae3 |
| Aa2 | Ab2 | Ac2 | Ad2 | Ae2 |
| Aa1 | Ab1 | Ac1 | Ad1 | Ae1 |